# Wiatrak holenderski w Krasocinie
Wiatrak holenderski w Krasocinie – murowany wiatrak holenderski zbudowany ok. 1920 roku. Znajduje się na miejscu starszego wiatraka drewnianego, wybudowanego u schyłku XIX wieku.

## Historia
Murowany wiatrak holenderski został w Krasocinie zbudowany ok. 1920 roku. Lata obu wojen światowych odcisnęły na nim swoje piętno. 
Jego los był zagrożony w czasie I wojny światowej. Stanowił bowiem punkt obserwacji dla Austriaków i Rosjan. Także w styczniu 1945 r. w trakcie ofensywy budowla omal nie została zniszczona przez Rosjan. Ocalał, choć z roku na rok popadał w coraz większą ruinę. 
W 1980 roku Urząd Gminy Krasocin wyremontował wiatrak i rok później utworzył w nim Muzeum Chleba, którego pomysłodawcą był Feliks Rak. 20 lat później, w wyniku wichury, stracił on jednak swoje skrzydła. Później znalazł się pierwotny właściciel obiektu i wiatrak przeszedł w prywatne ręce.
Pod koniec 2017 roku przeszedł na własność Gminy Krasocin. W 2019 roku rozpoczął się jego remont, mający na celu przywrócenie mu dawnego wyglądu. Ministerstwo Kultury i Dziedzictwa Narodowego dofinansowało remont kwotą 500 tysięcy złotych. Wiatrak ma pełnić funkcje kulturalno-edukacyjne.. Prace przy renowacji wiatraka zostały zakończone w czerwcu 2020 roku.
Od 17 maja 2021 roku po renowacji wiatrak działa jako Krasockie Muzeum Chleba, którego inicjatorem był Ireneusz Gliściński. Oficjalnie otwarcie prawdopodobnie nastąpi latem 2021.
Pieczę nad nim sprawuje aktualnie Gminna Biblioteka Publiczna im. Feliksa Raka w Krasocinie.  

## Eksponaty
Po zakończeniu przebudowy wiatraka w 2020 roku powstała Akcja  "Zostań częścią historii Gminy Krasocin", która zawierała informacje z prośbą o bezpłatne przekazywanie eksponatów związanych z pracą na roli oraz wykorzystywanych w codziennym (dawnym) życiu naszych rodziców, babć i dziadków. Każdy darczyńca znajdzie się na tablicy upamiętniającej. 

## Widok online
Od 8 czerwca 2020 roku możemy oglądać panoramę okolic okalających Krasocin z kamery zamontowanej w uzgodnieniu z Wojewódzkim Konserwatorem Zabytków na szczycie dachu zabytkowego wiatraka typu „holender”. 